# Corydalis longicalcarata
Corydalis longicalcarata là một loài thực vật có hoa trong họ Anh túc. Loài này được H.Chuang & Z.Y.Su mô tả khoa học đầu tiên năm 1993.